# Triarii
I triarii (in latino) o triari (in italiano) formavano la terza ed ultima linea della fanteria dell'esercito della Roma repubblicana. Erano i veterani che formavano l'ultima linea di battaglia nelle legioni manipolari, dietro la seconda linea dei principes. Il loro nome deriverebbe dalla parola latina tres ("tre"), che derivava dal proto-indoeuropeo *trei-, con riferimento alla terza ed ultima schiera. Il loro compito era quello di entrare in azione qualora fossero collassate le prime due linee dello schieramento, quelle degli astati e dei principi.

## Armamento
I triarii (come gli hastati ed i principes) avevano l'obbligo di portare un'armatura completa (detta panoplia), che era costituita da:
- uno scudo, la cui forma, almeno fin dai tempi della guerra latina, era ovale (in precedenza utilizzavano quelli rotondi, detti clipeus, abbandonati quando ai soldati fu pagato per la prima volta lo stipendio, verso la fine del V secolo a.C.[2]). Le dimensioni dello scudo erano di due piedi e mezzo di larghezza e quattro in lunghezza.[3]
- una spada che almeno dalla seconda guerra punica era il famoso gladius hispaniensis, appesa sul fianco destro.[4] Era fornita di una punta di eccezionale efficacia, capace, inoltre, di colpire con violenza di taglio su entrambi i lati, poiché la lama era molto robusta.[5]
- un'hasta.[6]
- un elmo di bronzo[7] con tre piume dritte sopra, di colore rosso o nero, della lunghezza di circa un cubito, in modo che il soldato che lo indossava sembrasse molto più alto e temibile.[8]
- delle gambiere.[7]
- una piastra di bronzo della grandezza di un palmo quadrato sul petto e perciò chiamata pectorale.[9] Invece coloro il cui censo era superiore alle 10.000 dracme, indossavano una corazza fatta a maglie, detta lorica hamata.[6]

## Utilizzo tattico

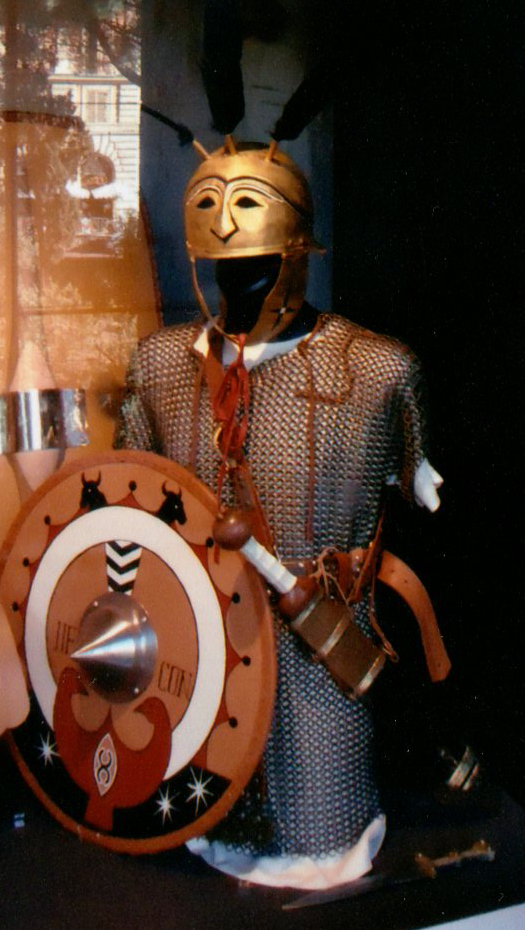
Ricostruzione moderna delle armi ed armatura di un triarius.

Terzi nello scontro "corpo a corpo" con il nemico, essi lanciavano dapprima l'asta (da 15-20 passi dal nemico) e poi si avventavano, serrando le file, con la spada in pugno. Ecco come descrive il primo scontro Tito Livio:
(Livio, Ab Urbe condita libri, VIII, 8, 9-12.)
I triarii, dopo aver accolto hastati e principes tra le loro file, serravano le file ed in un'unica ininterrotta schiera si gettavano sul nemico.
Vi è, infine, da aggiungere che mentre hastati e principes, per le loro caratteristiche legate all'armamento ed alle modalità di combattimento, erano votati all'attacco, al contrario i triarii, seppur veterani dotati di grande esperienza anche individuale, erano destinati alla difesa. A loro era affidata l'ultima resistenza per sopravvivere.
Le lunghe lance servivano per respingere gli attacchi anche della cavalleria nemica, raramente entravano nel vivo della battaglia. Il loro stile di battaglia inizialmente era derivato da quello tipico della falange oplitica: ranghi serrati, lance verso l'esterno per formare una schiera impenetrabile. L'influenza venne dagli eserciti degli etruschi e delle città della Magna Grecia; tuttavia le prime legioni repubblicane non essendo molto mobili, subirono alcune pesanti sconfitte contro gli eserciti dei Sanniti, più agili, manovrabili e che conoscevano bene gli impervi territori appenninici. Roma fece tesoro di quest'esperienza e riorganizzò le proprie armate per avere maggiore flessibilità.
All'interno dell'accampamento da marcia, essi erano esentati dal prestare servizio ai tribuni, fornendo, invece, quotidianamente un corpo di guardia agli squadroni di cavalleria. Si trattava delle turma che si trovava accampata alle proprie spalle. Sorvegliavano in modo particolare i cavalli, per evitare che, impigliandosi nelle pastoie, potessero ferirsi, o che, sciogliendosi potessero generare confusione all'interno dell'accampamento. Infine, un manipolo a turno montava giornalmente la guardia al praetorium, per proteggere il console da eventuali attentati.

## Classe sociale ed età
In quel periodo la coscrizione era regolata sul censo e ogni soldato doveva procurarsi a proprie spese l'equipaggiamento. I triarii, fra le tre linee di fanteria pesante, avevano possibilità economiche maggiori rispetto ad hastati e principes. Erano i veterani.

## Storia

### L'esercito liviano durante la prima guerra sannitica e quella latina (341-338 a.C.)
Attorno alla metà del IV secolo a.C., durante la guerra latina, era utilizzata all'interno della legione, la formazione a manipolare (dal latino manipulus). La legione a sua volta era divisa in tre differenti schiere:
- la prima era costituita dagli hastati ("il fiore dei giovani alle prime armi", come racconta Livio[14]) in formazione di quindici manipoli (di 60 fanti ciascuno[15]) oltre a 20 fanti armati alla leggera (dotati di lancia o giavellotti, non invece di scudo), chiamati leves.[16]
- la seconda era formata da armati di età più matura, chiamati principes.[14]

Queste prime due schiere (formate da 30 manipoli) erano chiamate antepilani.
- la terza era formata da altri quindici "ordini", formati ciascuno da 3 manipoli (il primo di triarii, il secondo di Rorarii ed il terzo, di Accensi) di 60 armati ognuno.[17]

### L'esercito polibiano prima della seconda guerra punica (fine III secolo a.C.)

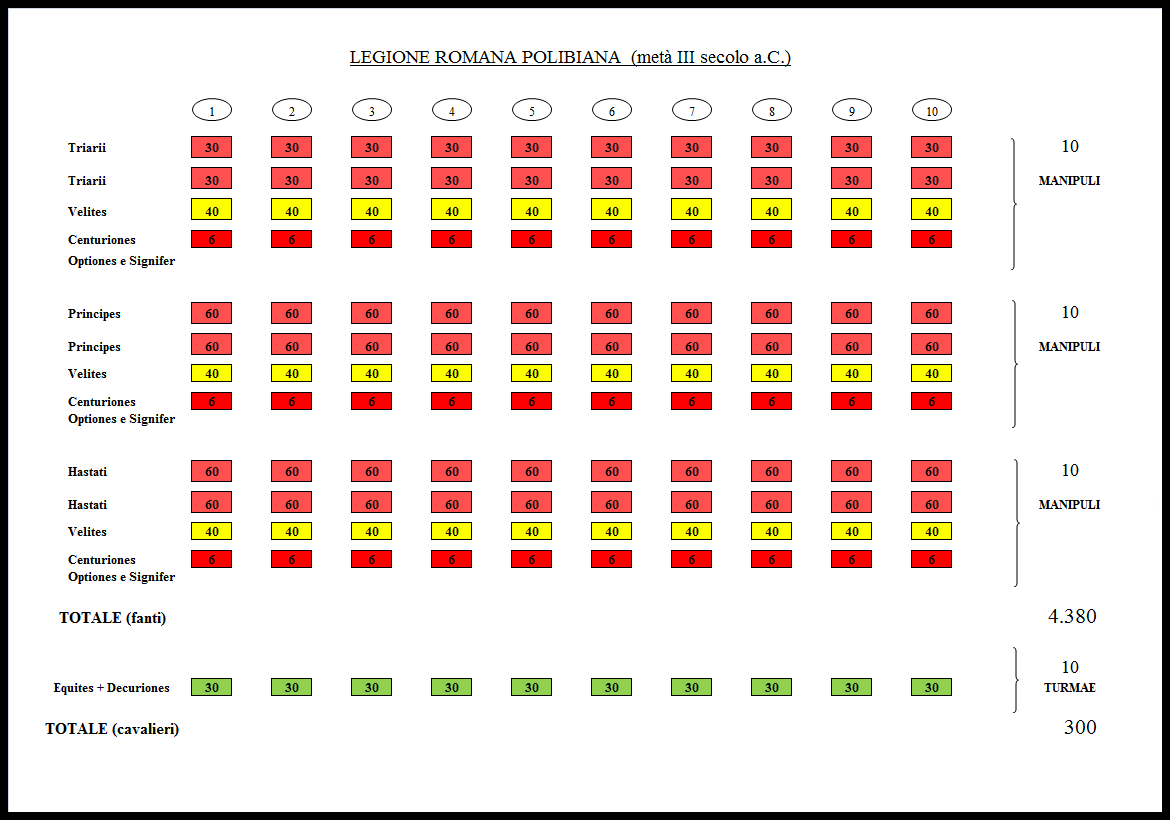
La legione manipolare polibiana al principio della seconda guerra punica (218 a.C.).

La nuova organizzazione interna dell'esercito romano descritta da Polibio è da datarsi al principio della seconda guerra punica (218-202 a.C.). I fanti erano ora suddivisi in quattro differenti categorie, sulla base della classe sociale/equipaggiamento ed età:
1. primi ad essere arruolati erano i Velites, in numero di 1.200[20] (tra i più poveri ed i più giovani).[13]
2. seguono gli hastati, il cui censo ed età erano ovviamente superiori,[13] in numero di 1.200.[20]
3. poi vengono i principes,[13] sempre in numero di 1.200.[20]
4. ed infine i triarii, i più anziani,[13] in numero di 600,[20] divisi in 10 manipoli di 60 uomini, composti a loro volta da due centurie di 30 uomini ciascuna.

### La riforma di Gaio Mario
Gaio Mario abolì la differenza fra hastati, principes e triarii riformando la legione manipolare nella coorte legionaria e a tutti i soldati diede lo stesso equipaggiamento e per tutti la stessa arma da lancio, il pilum. Dopo tale riforma che rese l'esercito professionistico, equipaggiando l'intero esercito allo stesso modo a spese dello stato, durante l'età imperiale il termine triarii denotò la terza parte della coorte, anche se solo come titolo onorifico, dato che tutta la coorte era armata ed equipaggiata allo stesso modo.